# Setabis tapaja
Setabis tapaja is een vlindersoort uit de familie van de prachtvlinders (Riodinidae), onderfamilie Riodininae.
Setabis tapaja werd in 1859 beschreven door Saunders.